# Centro de Hipismo Turf Club de Singapura
O Turf Club de Singapura foi fundado em 1842 como Clube Desportivo de Singapura para operar o Circuito de Corridas de Estrada de Serangoon, em Farrer Park. 
É actualmente o único clube de corridas de cavalos em Singapura e faz parte da Associação de Corridas Malaia, que regula igualmente os três Turf Club na Malásia - o Turf Club de Selangor, o Turf Club de Penang e o Turf Club de Perak
O Turf Club de Singapura é o único operador autorizado de corridas de cavalos e de serviços de apostas de cavalos em Singapura. É agente e proprietário do Tote Board de Singapura, que gere e dirige os donativos de fundos para propósitos de caridade.
A primeira corrida foi realizada a 23 de Fevereiro de 1843, na qual o prémio monetário foi de apenas 150 dólares.
Em 1924, o Clube mudou o nome para Turf Club de Singapura - isto para reflectir melhor o papel como clube de corridas de cavalos.
O Clube moveu-se para Bukit Timah em 1933, antes de ser colocado na sua presente localização no Singapore Racecourse em Kranji (1999). O percurso de corridas localiza-se perto da Estação de Kranji MRT. As corridas ocorrem durante todo o ano às sextas-feiras, sábados, domingos ou quarta-feira.
Corridas da Austrália, Hong Kong, África do Sul e, ocasionalmente, do Reino Unido, França e Japão também são transmitidos em directo (ao vivo) desde o Turf Club.
Um dos eventos do calendário é a Taça Internacional Singapore Airlines (SAIC), de Grupo 1 e com prémio de 3 milhões de dólares. A prova foi pela primeira vez realizada em 2000 em conjunto com a abertura do Singapore Race course de Kranji. Teve lugar em Maio, a par com a sua irmã corrida "sprint", o Sprint Internacional KrisFlyer, de 1 milhão de dólares. Ambos os eventos fazem parte do Festival Internacional de Corridas de Singapura (SIRF), que terá a participação de alguns dos melhores proprietários do mundo, bem como jóqueis e treinadores.
O Turf Club de Singapura acolheu os eventos de Hipismo dos Jogos Olímpicos de Verão da Juventude de 2010.